# Novo Horizonte (Goiânia)
Novo Horizonte é um bairro da região sudoeste de Goiânia.
Segundo dados do Instituto Brasileiro de Geografia e Estatística (IBGE), divulgados pela prefeitura, no Censo 2010 a população do Novo Horizonte era de 9 302 pessoas.

## História
O bairro, quando foi fundado era considerado o limite urbano de Goiânia em sua região. Não tinha asfalto e nem unidades de saúde. Foi construído e divido em duas etapas, sendo que na primeira o número de casas eram 800. Entretanto, o bairro cresceu na década de 80, quando toda a região sudoeste de Goiânia se desenvolveu rapidamente. Nos dias de hoje, após mais de quarenta anos de sua fundação, que já foi área de conurbação com Aparecida de Goiânia, o bairro e sua região possui toda a infraestrutura mínima.